# 張玄 (東漢)
张玄（?—?），字处虚，蜀郡成都人，东汉政治人物，张霸（字伯饶）之孙，张楷（字公超）之子，张陵（字处冲）之弟。
张玄深沉有才，因为当时天下大乱不出仕。司空张温多次以礼相征辟，没有担任。
中平二年（185年），张温担任车骑将军出征凉州边章等人，将要出发，张玄从田边陋室出来，穿着粗布衣服戴着枷索，拦路劝说张温：“天下贼寇蜂起，难道不是宦官（黄门常侍）无道的缘故吗？听说中贵人公卿以下应当于平乐观为你送行，明公总揽天下威重，掌握六师之要，如果在酒酣之时，敲响金鼓，整理行阵，召军正抓住有罪之人诛杀，率兵回去屯守都亭，依次翦除宦官，解除天下的倒悬之危，为海内的怨恨报仇，然后引用隐逸忠正的人物，那么边章之徒就像在股掌之上一样了。”张温听到后大为震惊，不能回答，很久之后对张玄说：“处虚，不是我不喜欢你的话，只是我做不到，怎么办！”张玄叹息道：“事行则为福，不行则为贼。今天和张公永别了。”说完拿起毒药就要吃。张温上前抓住他的手：“你忠于我，我不能用，是我的罪过，你何必担责任！而且这些话出你口入我耳，谁现在能知道！”
张玄于是离去，隐居鲁阳山中。董卓专政，要征辟他担任掾属，举他为侍御史，没有就任。董卓用兵威胁，不得已勉强起身，路过轮氏，在途中病故。

## 延伸阅读
[在维基数据编辑]
 《後漢書·卷36》，出自范晔《後漢書》
 《東觀漢記》